# تیرری مونتینو
تیرری مونتینو (انگلیسی: Thierry Moutinho؛ زادهٔ ۲۶ فوریهٔ ۱۹۹۱) بازیکن فوتبال اهل پرتغال است که برای باشگاه یونانی لوادیاکوس اف سی. در پست یک هافبک بازی می‌کرد.
وی همچنین در تیم ملی فوتبال زیر ۲۰ سال پرتغال بازی کرده‌است.